# 285. Sicherungs-Division
De 285. Sicherungs-Division (Nederlands: 285e Beveiligingsdivisie) was een Duitse infanteriedivisie in de Heer tijdens de Tweede Wereldoorlog. Deze divisie was betrokken bij de beveiliging van het Rückwärtigen Heeresgebiet Nord (in de achterhoede gelegen legergebied) van de Heeresgruppe Nord (Legergroep Noord). Ze nam actief aan oorlogsmisdrijven tegen partizanen (Bandenbekämpfung) en de holocaust deel.

## Geschiedenis van de divisie
Op 15 maart 1941 werd de divisie uit delen van de 207e Infanteriedivisie in het militair oefenterrein Groß Born in Pommeren in het Wehrkreis II (militaire district II) opgebouwd. De divisie was de gehele oorlog in het Oostfront in Noord-Rusland rond Loega, Pskov, Estland en Tallinn voor beveiligingstaken in het Rückwärtigen Heeresgebiet Nord ingezet. Vanaf 22 juni tot december 1941 rapporteerde de 285. Sicherungs-Division  (285e Beveiligingsdivisie): 1500 gedood, dan wel geëxecuteerd als partizaan, tegen de eigen verliezen van: 7 gesneuvelde soldaten en 11 gewonden. In juli en augustus 1942 was de divisie administratief voor de vluchtelingen verantwoordelijk, van wie velen bij aankomst in Luga op grond van gebrekkige voeding stierven. Het 322e Infanterieregiment werd herhaaldelijk aan een andere legerkorpsen toegewezen, dat begon in 1943 met het 54e Legerkorps van het 18e Leger.
Vanaf 1941 werkte de divisie gezamenlijk met de 281e Beveiligingsdivisie en de 207e Beveiligingsdivisie in de zogenaamde Bandenbekämpfung (partizanen bestrijding). Voor het jaar 1941 werd het doden van 609 partizanen gedocumenteerd. Vanaf de zomer 1942, werd een spoorlijn beveiligd. In oktober 1942 konden de in het rückwärtigen Heeresgebiet ingezette veiligheidseenheden vier van de vijf partizanen-brigades in een grootte operatie in het gebied van Pskov vernietigen.
Op 9 november 1944 (andere bron: 14 augustus 1944) werd de divisie formeel ontbonden. De staf vormde de staf van het Korps z.b.V. Kleffel al vanaf juli 1944 bij Heeresgruppe Nord.

## Commandanten
| Rang                         | Naam                             | Begin            | Eind                                            | Opmerking                                                    |
| ---------------------------- | -------------------------------- | ---------------- | ----------------------------------------------- | ------------------------------------------------------------ |
| Generalmajor-Generalleutnant | Wolfgang von Plotho              | 15 maart 1941    | Mei 1942                                        |                                                              |
| Oberst                       | Traut                            | Mei 1942         | Juni 1942                                       | Onbekend waarom Oberst Traut tijdelijk het commando overnam. |
| Generalleutnant              | Wolfgang von Plotho              | Juni 1942        | 5 september 1942                                |                                                              |
| Generalleutnant              | Gustav Adolph-Auffenberg-Komarow | 5 september 1942 | Andere bron: 5 augustus 1944 - 14 augustus 1944 |                                                              |

### Eerste Generale Stafofficier (Ia)
| Rang           | Naam                | Begin         | Eind          | Opmerking |
| -------------- | ------------------- | ------------- | ------------- | --------- |
| Hauptmann i.G. | Karl Pridun         | 20 april 1941 | Oktober 1941  |           |
| Oberstleutnant | Gerhard von Arntzen | 1942          | Februari 1943 |           |
| Hauptmann      | Walter Pauls        | 1943          | 1944          |           |

## Gebieden van operaties[1][11]
- nazi-Duitsland, Wehrkreis II (militaire district II)[3] (maart 1941 - november 1941)[1]
- Oostfront, noordelijke sector[3] (november 1941 - augustus 1944)[1]

## Samenstelling

### 1941
- versterkte Infanterie-Regiment 322[11] (met 1e en 3e bataljon)[3]
- III./Artillerie-Regiment 207 (met 7e en 9e batterij)[3]
- Divisions-Einheiten 322[11]
- Landesschützen-Regiments-Stab 113[3]
- Divisions-Nachrichten-Abteilung 823[11]: vanaf december 1941
- Ost-Reiter-Abteilung 285[11]: vanaf mei 1942

### 1942[3]
- Grenadier-Regiment 322[3][11]: na de ontbinding van de divisie naar de 281e Beveiligingsdivisie
- Sicherungs-Regiment 113[3][11]: na de ontbinding van de divisie naar de 207e Beveiligingsdivisie
- I./Polizei-Regiment 9[11] (uit het Polizei-Bataillon 61)[3]
- Ost-Reiter-Abteilung 285[3][11] (tot oktober 1943)
- Beute-Panzer-Kompanie 285[3][11]
- Artillerie-Abteilung 285[11] (uit het III./Artillerie-Regiment 207)[3]
- Divisions-Nachrichten-Abteilung 823[3][11]
- Divisions-Einheiten 322[11]

### 5 september 1943[11]
- Ost-Reiter-Abteilung 285 (4 compagnieën)
- 1., 2. Nordkaukasische Infanterie-Kompanie/844